# Pachylister scaevola
Pachylister scaevola är en skalbaggsart som först beskrevs av Wilhelm Ferdinand Erichson 1834.  Pachylister scaevola ingår i släktet Pachylister och familjen stumpbaggar. Inga underarter finns listade i Catalogue of Life.